# Cieszowa
Cieszowa (něm. Czieschowa) je vesnice v Polsku ve Slezském vojvodství, okres Lubliniec gmina Koszęcin.

## Název
Název vesnice se vychází z reakce vyjadřující radost - polsky cieszyć sie (česky těšit se). Heinrich Adamy ve svém díle o místních názvech ve Slezsku, které bylo vydáno v roce 1888 ve Vratislavi, uvádí název vesnice jako Czieszowa s vysvětlením významu Freudendorf čili Radostná ves.
V latinské kronice Liber fundationis episcopatus Vratislaviensis (polsky Księga uposażeń biskupstwa wrocławskiego), která byla napsána v lerech 1295–1305, je vyjádřená v latinské podobě Cessova.
Může být od názvu rodiny Cieszanowskich, kteří vlastnili usedlost v letech1586–1628.

## Historie
Dne 25. února 1385 byla vesnice darována Marbotowi Świętopelce. Od 16. století (možná už od 14. století) do začátku 20. století se ve vesnici usídlili Židé, kteří v roce 1743 zde postavili dřevěnou synagogu. O několik let v roce 1751 byl postaven dřevěný katolický kostel. Synagoga byla rozebrána v roce 1911. Dekretem katovického biskupa Herberta Bednorza 25. května 1980 byla založena farnost při kostele sv. Martina. V roce 2005 byla na místě synagogy postavena socha sv. Urbana, patrona Cieszowé, s informační tabulí s informací o výročí 700 let od založení vesnice.
V letech 1975–1998 vesnice byla začleněna pod vojvodství Čenstochovice.
V roce 2011 ve vesnici žilo 282 obyvatel.

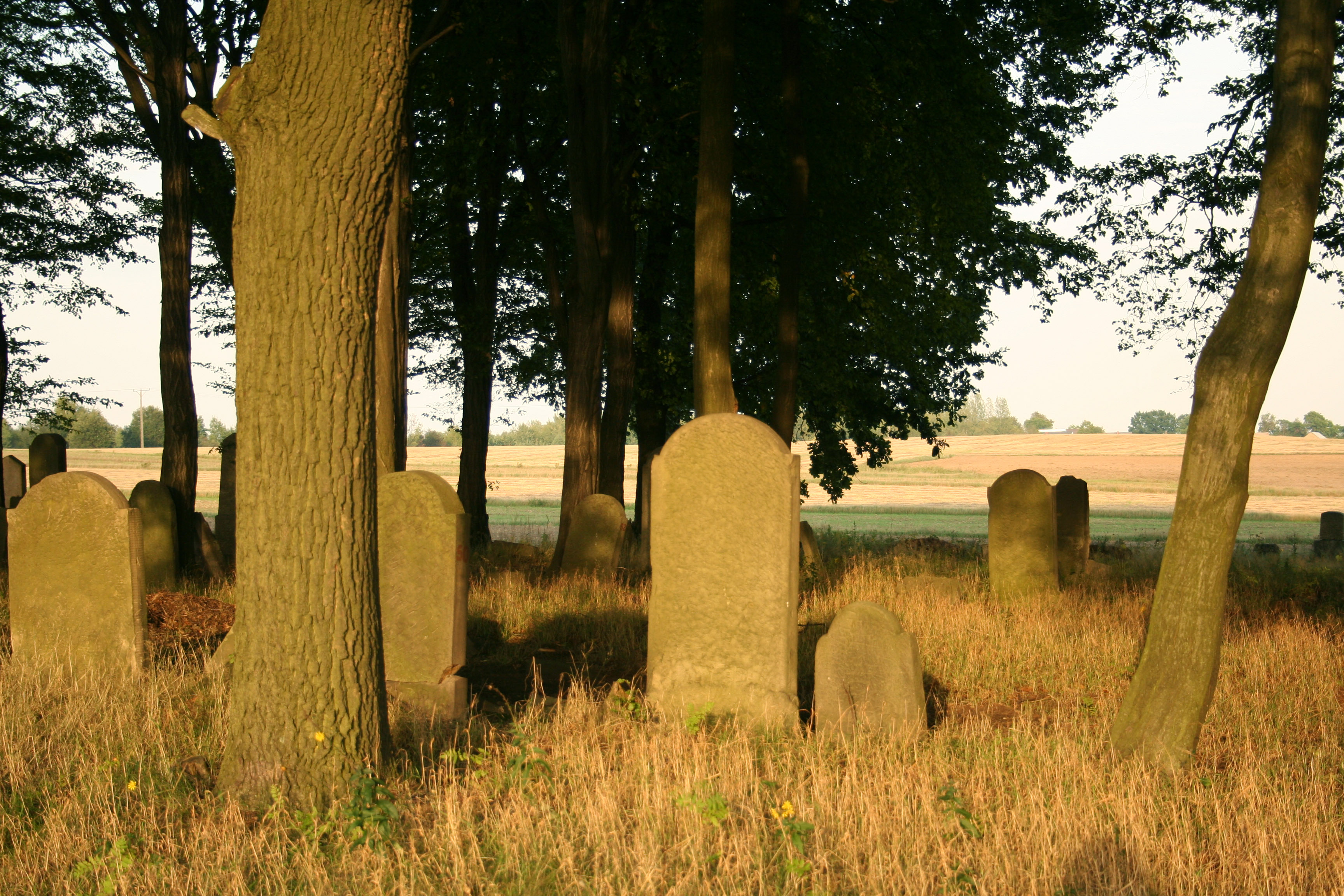
Židovský hřbitov.

## Památky
- Kostel sv. Martina postavený v roce 1751 je dřevěný srubové konstrukce se sloupovou věží. Kostel je součástí Stezky dřevěné architektury.
- Historická sýpka se nachází v blízkosti kostela.
- Židovský hřbitov s náhrobky z 19. a 20. století. Židovský hřbitov byl pravděpodobně založen v 18. století